# 长柄恋岩花
长柄恋岩花（学名：Echinacanthus longipes）是爵床科恋岩花属的植物，是中国的特有植物。分布在中国大陆的广西等地，生长于海拔1,220米的地区，多生长于山顶、林下及石灰岩上，目前尚未由人工引种栽培。
其种加词“Longipes”意为“长梗的”，“长柄的”。